# Agrilus ibericus
Agrilus ibericus é uma espécie de inseto do género Agrilus, família Buprestidae, ordem Coleoptera.
Foi descrita cientificamente por Sánchez & Tolosa, 2005.